# Alpargata

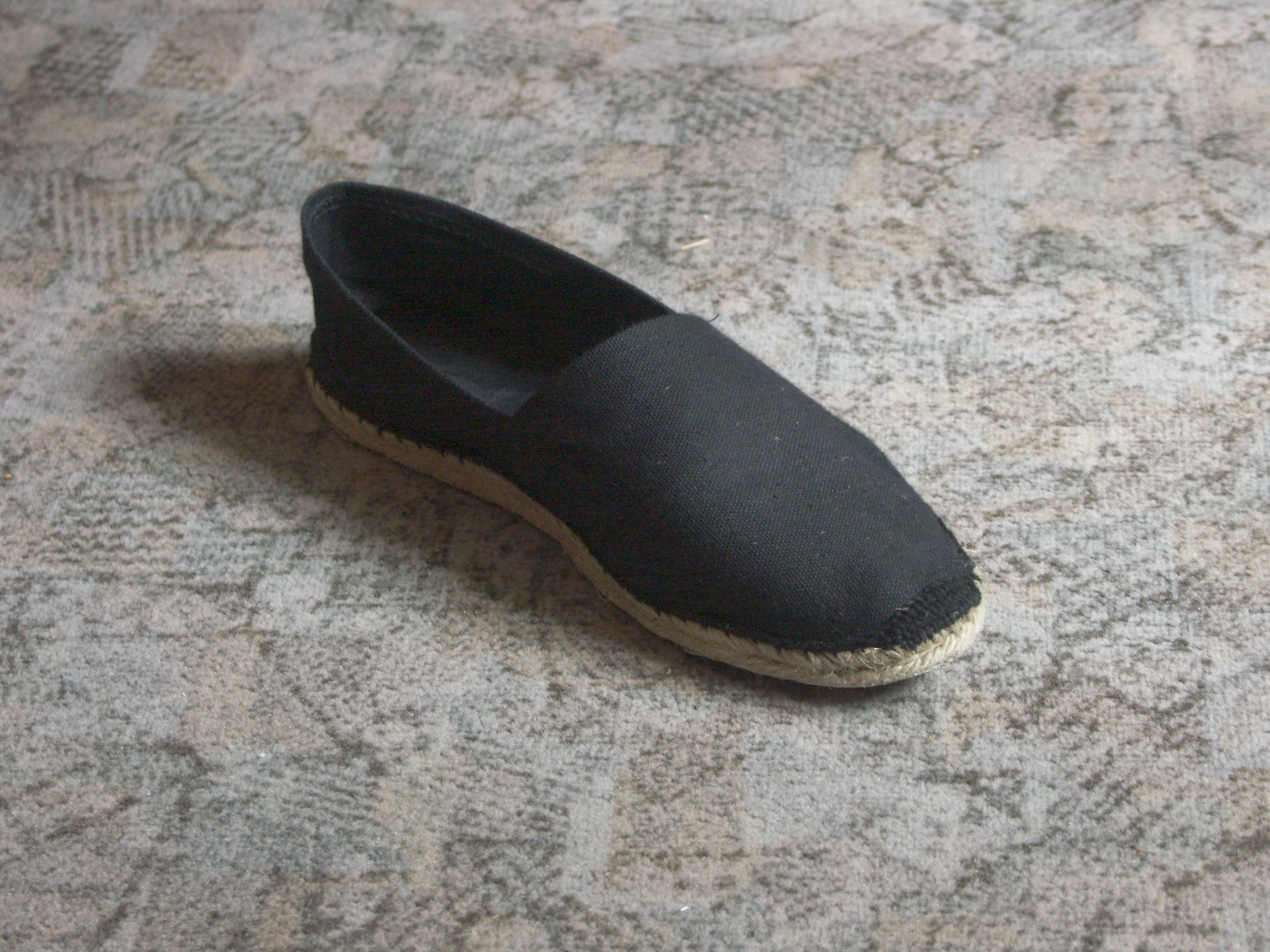
Alpargata

Alpargata, alpergata, alpercata ou percata é um calçado do tipo tênis, feita em brim ou lona, com solado de corda ou borracha, e que pode ser preso ao pé por meio de tiras de couro, corda ou pano.
Teve origem entre os trabalhadores das docas, na França (espadrille) e na Espanha (alpargata). Foi moda na década de 1980 e recentemente (a partir dos anos 2000) retomou seu destaque entre as tendências modernas.
As alpargatas podem ser usadas tanto por homens como por mulheres. Pode servir também como substituto da bota na pilcha dos gaúchos.